# 54509 YORP
54509 YORP은 근지구 천체 중 하나이다.

## 같이 보기
- 3753 크뤼트네